# Richard Hette
Richard Hette (n. 11 august 1890, Piatra Neamț – d. 17 iulie 1981, București) a fost un sculptor român.

## Biografie
Richard Hette s-a născut în 1890 la Piatra Neamț dintr-o familie de artiști francezi, stabiliți în România în anul 1813. A urmat studii de artă la Școala de Arte Frumoase din Iași, pe care a absolvit-o în anul 1913. Mobilizat în Primului Război Mondial cu gradul de locotenent, a fost sculptor de front pe lîngă Marele Cartier General. După terminarea războiului a plecat la Paris pentru a studia la École Nationale Supérieure des Beaux-Arts (Școala Națională Superioară de Arte Frumoase)⁠(fr)[traduceți] sub conducerea lui Jean-Antoine Injalbert⁠(fr)[traduceți]. Absolvind studiile pariziene în 1919, plecă în Italia, la Florența, pentru a se perfecționa în mulaj și turnarea bronzului. Se reîntoarce la Paris între 1925-1927 ca membru al Școlii Române de la Fontenay-aux-Roses și lucrează în preajma lui Antoine Bourdelle⁠(fr)[traduceți] la Académie de la Grande Chaumière⁠(fr)[traduceți].
La întoarcerea în România Richard Hette a ocupat, între 1938-1949, posturi în învățământul superior de artă fiind profesor la catedra de sculptură și mulaj a Academiei de Arte Frumoase.
Richard Hette s-a stins din viață la 17 iulie 1981, în București.

## Opera
Richard Hette a realizat peste 250 de opere și a expus într-un număr apreciabil de expoziții. Primul premiu pe care îl obține este în 1929 la Salonul Oficial; ulterior lucrările sale sunt apreciate și vor fi cumpărate de Ministrul Artelor, Primăria Municipiului Iași, Pinacoteca din Iași, Curtea Regală sau particulari. A fost prieten cu pictorul Jean Cosmovici cu care a avut numeroase expoziții comune. Numeroase lucrări se află în muzeele din Iași, București, Botoșani, Brașov și în colecții particulare.
Numeroase din operele sale se găsesc în Iași, unele dintre ele fiind incluse pe Lista monumentelor istorice din județul Iași elaborată în anul 2004 de către Institutul Național al Monumentelor Istorice:
Busturi:
Mihai Eminescu, bust amplasat la Muzeul Literaturii Române din Iași,
Ion Creangă (cod LMI IS-IV-m-B-04331.02), bust amplasat la mormântul scriitorului din Cimitirul Eternitatea din Iași,
Nicolae Gane (cod LMI IS-III-m-B-04295), bust amplasat în grădina Copou,
C.D. Stahi (cod LMI IS-III-m-B-04300), bust amplasat în grădina Copou,
A.D. Xenopol, bust amplasat la Universitatea din Iași,
Dimitrie Alexandresco, bust amplasat la Universitatea din Iași,
Constantin Ramadan, bust amplasat la Muzeul Teatrului din Iași.
Basoreliefuri:
Mihai Eminescu, basorelief situat la Filiala din Iași a Academiei Române,
Ion Creangă, basorelief situat la Filiala din Iași a Academiei Române,
A.D. Xenopol, basorelief situat la Filiala din Iași a Academiei Române,
Miron Costin, basorelief situat la Filiala din Iași a Academiei Române,
Ioan Borcea, basorelief situat la Universitatea din Iași,
Leon Cosmovici, basorelief situat la Universitatea din Iași.